# IC 4189
IC 4189 ist eine Spiralgalaxie vom Hubble-Typ Sc im Sternbild Jagdhunde am Nordsternhimmel. Sie ist schätzungsweise 217 Millionen Lichtjahre von der Milchstraße entfernt und hat einen Durchmesser von etwa 85.000 Lichtjahren. Gemeinsam mit vier weitern Galaxien gilt sie als Mitglied der NGC 4956-Gruppe (LGG 329).
Im selben Himmelsareal befinden sich u. a. die Galaxien IC 4171, IC 4178, IC 4187, IC 4188.
Das Objekt wurde am 21. März 1903 von Max Wolf entdeckt.